# روبینا دیلایک
روبینا دیلایک (به انگلیسی: Rubina Dilaik) بازیگر تلویزیون هند است که با بازی در نقش رادیکا در عروس بزرگ و سومیا سینگ در احساس وجود قدرت شناخته می‌شود. او در حال حاضر در مجموعه تلویزیونی هندی رئیس بزرگ 14 بازی می‌کند.

## اوایل زندگی
دیلایک در ۲۶ اوت ۱۹۸۷ در شیملا، هیما چال پرادش متولد شد. او در مدرسه دولتی شیملا و کالج سنت بده، شیملا تحصیل کرد. پدرش نیز نویسنده است و او کتابهای زیادی به زبان هندی نوشته‌است.
در روزهای جوانی، او یکی از نامزدهای مسابقهٔ زیبایی بود، در دو مسابقه زیبایی محلی برنده شد و در سال ۲۰۰۶ به عنوان خانم شیملا لقب گرفت. او در طول دوران مدرسهٔ خود یک قهرمان در سطح ملی بود. در سال ۲۰۰۸، او برنده مسابقه خانم شمال هند شد که در چندیگر برگزار شده بود.

## حرفه
او کار بازیگری خود را از عروس بزرگ آغاز کرد اگرچه می‌خواست خدمات اداری هند باشد و در حال آماده‌سازی بود اما در آزمون انتخاب شد و در چندی گر برگزار شد.
دیلایک با بازی رادیکا شاستری در تلویزیون Zee در عروس بزرگ در کنار اواینش ساچدف و تکرار نقش در دنباله نمایش به رسمیت شناخته شد.
در سال ۲۰۱۲، او نقش سیمران «لبخند» گیل را در مادرشوهر بی شوهر تلویزیون سونی بازی کرد. در سال ۲۰۱۳، او بازی دیوا جاخوتیا در شبکه تلویزیونی Zee ازدواج مجدد امید مقابل کرین گروور بازی کرد. او از سال ۲۰۱۳ تا ۲۰۱۴، سیتا را در زندگی خوب در نمایش افسانه ای ذر OK Devon Ke Dev و ژانی را در شبکهٔ تلویزیونی SAB در ژانی و جوجو به تصویر کشید.
از سال ۲۰۱۶ به سال ۲۰۲۰، دیلایک با بازی در نقش سینگ، که یک زن در نقش ترنس درشبکه تلویریونی رنگ شاکتی -آستیتوا که احساس کی در مقالب ویویان دسنا.

## رسانه‌ها
در سال ۲۰۱۶، دیلایک یازدهمی نفر از ۵۰ نفر فهرست زنان سکسی آسیا قرار گرفت توسط شرقی چشم. او در سال ۲۰۱۷ یک مقام صعود کرد و به مقام دهم در لیست مشابه بالا رفت.

## زندگی شخصی
در سال ۲۰۱۸، دیلایک با بازیگر تلویزیون آبیناف شاکلا ازدواج کرد.

## فیلم‌شناسی
| سال  | فیلم                            | نقش           | یادداشت    |
| ---- | ------------------------------- | ------------- | ---------- |
| ۲۰۲۰ | بارلی کی بتی: جوانترین بازمانده | قهرمان داستان | فیلم کوتاه |

## تلویزیون
| سال       | نشان دادن                     | نقش                      | رفر (بازدید کنندگان) |
| --------- | ----------------------------- | ------------------------ | -------------------- |
| ۲۰۰۸–۲۰۱۰ | چوتی باهو                     | Radhika Shastri / Imarti | [ ۱۹ ]               |
| ۲۰۰۸      | بانو مین تری دلهان            | مهمان (به عنوان Radhika) |                      |
| ۲۰۰۸      | کسامه سه                      | مهمان (به عنوان Radhika) |                      |
| ۲۰۰۹      | Saat Phere: Saloni Ka Safar   | مهمان (به عنوان Radhika) |                      |
| ۲۰۱۰      | پاویترا ریشتا                 | مهمان (به عنوان Radhika) |                      |
| ۲۰۱۰      | ناچل وی با ساروخ خان          | مسابقه دهنده             | [ ۲۰ ]               |
| ۲۰۱۱–۲۰۱۲ | Chotti Bahu 2                 | Radhika / Ruby Bhardwaj  | [ ۲۱ ]               |
| ۲۰۱۲      | ساس بینا ساسورال              | سیمران / لبخند گیل       | [ ۵ ]                |
| ۲۰۱۳      | ساپنه سوهان لاداکپن که        | خودش / مهمان             | [ ۲۲ ]               |
| ۲۰۱۳      | Punar Vivah - Ek Nayi Umeed   | دیویا یاخوتیا            | [ ۲۳ ]               |
| ۲۰۱۳–۲۰۱۴ | Devon Ke Dev. . ماهادو        | سیتا                     | [ ۲۴ ]               |
| ۲۰۱۳–۲۰۱۴ | جانی اور جوجو                 | جانی                     | [ ۲۵ ]               |
| ۲۰۱۴–۲۰۱۵ | لیگ کریکت Box 1               | مسابقه دهنده             | [ ۲۶ ]               |
| ۲۰۱۶–۲۰۲۰ | Shakti - Astitva Ke Ehsaas Ki | سمیه سینگ                | [ ۲۷ ]               |
| ۲۰۱۶      | رئیس Bigg 10                  | مهمان (به عنوان سومیا)   | [ ۲۸ ]               |
| ۲۰۱۷      | ساسورال سیمار کا              | مهمان (به عنوان سومیا)   | [ ۲۹ ]               |
| ۲۰۱۷      | کالج و بیمارستان Savitri Devi | مهمان (به عنوان سومیا)   |                      |
| ۲۰۱۷      | بیگ رئیس ۱۱                   | مهمان (به عنوان سومیا)   | [ ۳۰ ]               |
| ۲۰۱۷      | سرگرمی کی رات                 | مهمان (به عنوان سومیا)   | [ ۳۱ ]               |
| ۲۰۱۸      | تو آاشیکی                     | مهمان (به عنوان سومیا)   |                      |
| ۲۰۱۸      | Ishq Mein Marjawan            | مهمان (به عنوان سومیا)   | [ ۳۲ ]               |
| ۲۰۱۸      | رئیس Bigg 12                  | مهمان (به عنوان سومیا)   | [ ۳۳ ]               |
| ۲۰۱۹      | Khatra Khatra Khatra          | مهمان / دوره ای          |                      |
| ۲۰۱۹      | رئیس بیگ ۱۳                   | مهمان (به عنوان سومیا)   | [ ۳۴ ]               |
| ۲۰۲۰–۲۰۲۱ | رئیس Bigg 14                  | مسابقه دهنده             | [ ۳۵ ]               |

## جوایز
| سال  | جایزه                     | دسته بندی                           | نشان دادن                 | نتیجه    | مرجع. |
| ---- | ------------------------- | ----------------------------------- | ------------------------- | -------- | ----- |
| ۲۰۱۶ | جوایز آکادمی تلویزیون هند | بهترین درام بازیگر زن (هیئت داوران) | شاکتی-آستیتوا کی احساس کی | برنده شد | ۳۶    |
| ۲۰۱۷ | جوایز طلا                 | بهترین بازیگر زن                    | N / A                     | برنده شد | ۳۷    |